# Európai Tudományos Alap

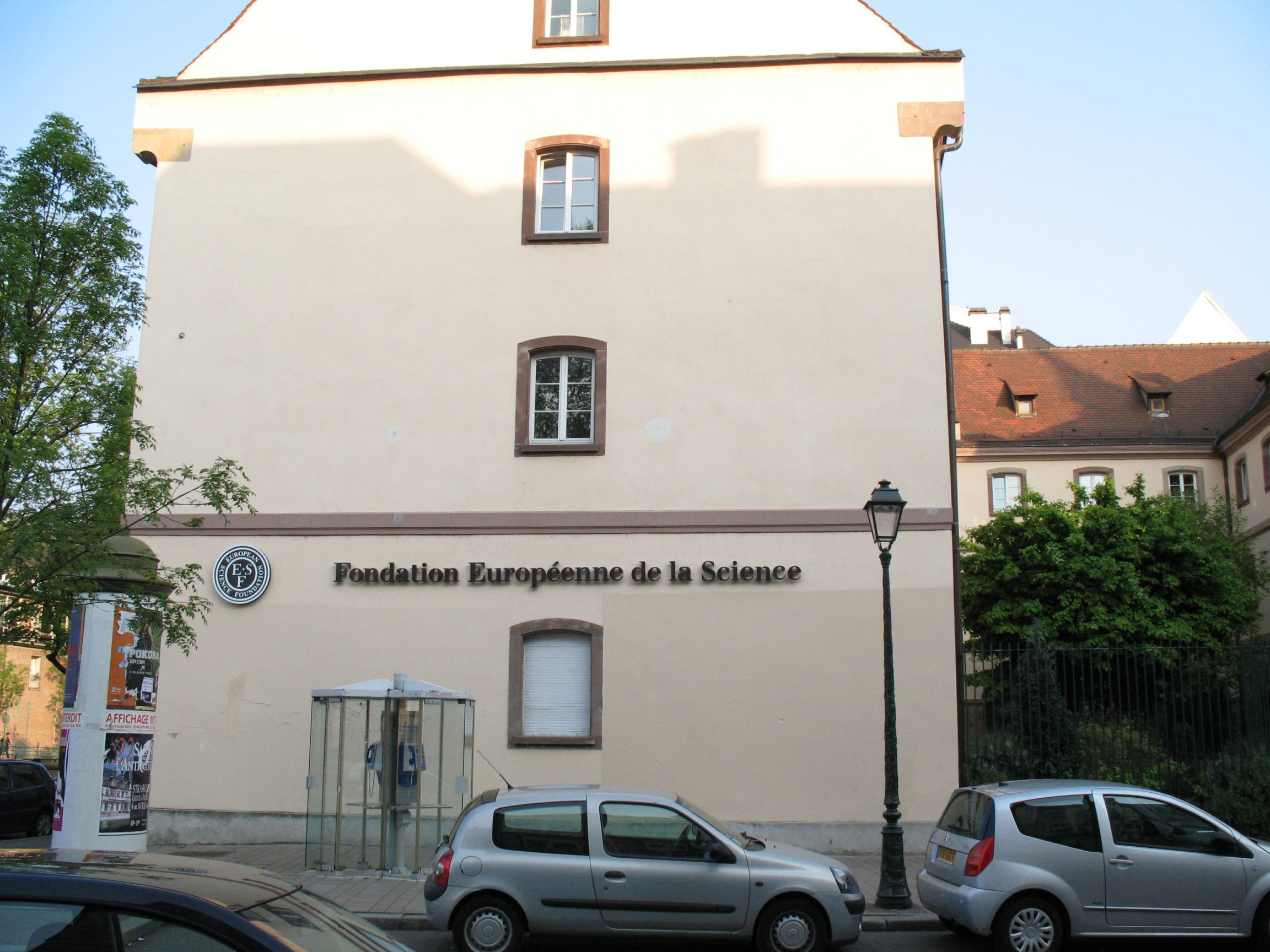
Az ESF-központ, Strasbourg

Az Európai Tudományos Alap (ESF, European Science Foundation) 30 európai ország 78 tagszervezetének a szövetsége a tudományos kutatási együttműködés céljából. Fő központja Strasbourgban (Franciaország) van, további szervezeti központok találhatók Brüsszelben és Oostendeben (Belgium). Az ESF egy kormányoktól független, nonprofit szervezet, amely elősegíti Európában a kutatásokat és a fejlesztéseket, az európai tudományos politikát és a tudománystratégiát. A szervezetet 1974-ben alapították.
Az ESF kutatást támogató és kutatásokat végrehajtó tevékenységére évi 25 milliárd euró áll rendelkezésre. Az Európai Tudományos Alap évenként díjat ítél oda a legkiválóbb kutatásoknak, ez az Európai Latsis díj.

## Aktivitások
Az ESF aktivitása három fő területre összpontosul: stratégia, szinergia és menedzsment.
A stratégiai terv szerint az ESF tudományos előrejelző programokat futtat, amelyek elősegítik a szinergiát, mint a kutatási hálózati programok és az európai kutatók együttműködését segítő projektek. Ide tartozik még a tudomány menedzselése, aminek keretén belül gondoskodik független adminisztratív szolgáltatásokról, tudományos szervezetek és bizottságok részére.

### Tudomány stratégia
A tudomány stratégia tudományos előrejelzésekkel, kutatási infrastruktúrával és tudománypolitikai ügyekkel foglalkozik.
Projektek
- „Forward Looks” (Előre tekintetés): ez a projekt a politikusokat és a kutatókat segíti megtalálni az optimális kutatási területeket és a prioritásokat, például a nanotechnológia és az informatika hosszútávú fejlődése, európai élelmiszerek a változó világban stb.)[1][2]
- „Exploratory Workshops” (Kutató műhelyek): ez a projekt kis csoportokat céloz meg, új kutatási irányok megtalálására, a tudomány új fejlesztéseibe történő integrálásra. 2008-ban 54 workshop alakult vezető kutatók részvételével, az európai országok tudományos életének fellendítésére.
- Tagszervezetek fóruma: fórum, amin bárki részt vehet tudományos fejlesztésekkel kapcsolatos témák megbeszélésében.
- Tudománypolitikai eligazítás: ez a projekt a tagszervezetek kormányainak, tudományos szervezeteinek ad eligazítást, ajánlásokat tudománypolitikai témákban. Ilyen például, a “Korszerű biológiai rendszerek az orvosi ellátásban”, stb.
- EUROHORC (European Heads of Research Councils): kutatásokat kezdeményező és végrehajtó szervezetek vezetőinek szövetsége. Az 1992-ben alakult szervezet aktív szerepet játszik az európai kutatások tervezésében és kivitelezésében.

### Tudomány szinergia
A tudomány szinergia, az Európa-szintű kutatásokban az kutatók közötti dialógust, együttműködést van hívatva előmozdítani.
- EUROCORES (European Collaborative Research scheme, Európai Kutatói Együttműködési Séma): elősegíti és lehetővé teszi a különböző európai országok kutatóinak együttműködését. Az EUROCORES programok hat kutatási projektre koncentrál, és elősegíti a jelentős nemzetközi szakfolyóiratokban – például a Science vagy a Nature – történő publikálást is.[3][4]
- Kutatás hálózati programok: 4–5 éves hálózati programok, melyek keretén belül kutatást segítő szubvenciókra és vendégkutatók cseréjére kerülhet sor.[5][6][7][8]
- Kutatási konferenciák: az ESF az aktuális kutatási témákról rendszeresen szervez konferenciákat.

### Tudomány menedzselés
A tudomány menedzseléséhez tartozik az EU keretprogram, az ERA-NET szervezése és az Európai Tudományos és Technológiai Együttműködés (COST). Az ERA-NET-hez tartozik a European Research Icebreaker Consortium –AURORA BOREALIS (ERICON-AB) (Európai Északi-sarki Kutatási Konzorcium) projekt, amely a legkorszerűbb sarki kutatásokat menedzseli.

## Az ESK szerkezete
Az ESF öt tudományos bizottságból és hat szakértői testületből áll.
Tudományos bizottságok:
- Európai orvosi kutatások – European Medical Research Councils (EMRC)
- Emberek közötti kapcsolatok bizottsága – Standing Committee for the Humanities (SCH)
- Élet, Föld és környezeti tudományok – Standing Committee for the Life, Earth and Environmental Sciences (LESC)
- Fizikai és műszaki tudományok – Standing Committee for Physical and Engineering Sciences (PESC)
- Társadalomtudományok – Standing Committee for the Social Sciences (SCSS)

Szakértői testületek:
- Tengerészet – Marine Board - ESF([1])
- Európai űrkutatási bizottság – European Space Sciences Committee (ESSC)
- Arktik és Antarktisz kutatás – European Polar Board (EPB)
- Rádiócsillagászat – Committee on Radio Astronomy Frenquencies (CRAF)
- Nukleáris fizika – Nuclear Physics European Collaboration Committee (NuPECC)
- Anyagtudományok és mérnöki témák – Material Science and Engineering Expert Committee (MatSEEC)

## Irányító testületek
Az ESF legmagasabb döntéshozó testülete az Éves Közgyűlés, ahol megválasztják az elnököt, alelnököt, a vezérigazgatót, valamint ratifikálják a költségvetést, a kiadásokat, és foglalkoznak az esetleges új tagok felvételével.
Az Irányító Tanács alakítja ki, és irányítja az ESF általános stratégiáját. Az Irányító Tanácsban minden tagország képviselve van. A Tanács évente kétszer ülésezik.
Az elnök képviseli az ESF-t a nagy nyilvánosság előtt, és más nemzeti-, és nemzetközi szervezeteknél.
A vezérigazgató felelős a stratégia és a politika végrehajtásáért.
A vezérigazgatót a Tudományos Tanácsadó Testület segíti a munkájában.

## Az ESF tagszervezetei
Ausztria
- Fonds zur Förderung der wissenschaftlichen Forschung in Österreich (FWF) (Osztrák Tudományos Alap)
- Österreichische Akademie der Wissenschaften (ÖAW) (Osztrák Tudományos Akadémia)

Belgium
- Fonds National de la Recherche Scientifique (FNRS) (Nemzeti Tudományos Alap)
- Fonds voor Wetenschappelijk Onderzoek-Vlaanderen (FWO) (Flandriai Kutatási Alap)

Bulgária
- Българска академия на науките (BAS) (Bolgár Tudományos Akadémia)
- Научни изследвания (Nemzeti Tudományos Alap)

Horvátország
- Hrvatska akademija znanosti i umjetnosti (HAZU) (Horvát Tudományos Akadémia)
- Nacionalna zaklada za znanost, visoko skolstvo i tehnologijski razvoj Republike Hrvatske (NZZ) (Nemzeti Tudományos Alap)

Ciprus
- Ίδρυμα Προώθησης Έρευνας (RPF) (Ciprusi Kutatási Alap)

Cseh Köztársaság
- Akademie věd České republiky (ASCR) (Cseh Tudományos Akadémia)
- Grantová agentura České republiky (GAČR) (Cseh Kutatási Alap)

Dánia
- Danmarks Grundforskningsfonden (DG) (Dán Nemzeti Kutatási Alap)
- Det Kongelige Danske Videnskabernes Selskab (Dán Tudományos Akadémia)
- Det Frie Forskningsråd - Kultur og Kommunikation (FKK) (The Danish Council for Independent Research - Humanities) (Emberiséggel kapcsolatos kutatások)
- Det Frie Forskningsråd - Sundhet og Sygdom (FSS) (The Danish Council for Independent Research - Medical Sciences) (Orvosi tudományok)
- Det Frie Forskningsråd - Natur og Univers (FNU) (The Danish Council for Independent Research - Natural Sciences) (Természettudományok)
- Det Frie Forskningsråd - Samfund og Erhverv (FSE) (The Danish Council for Independent Research - Social Sciences) (Társadalomtudományok)
- Det Frie Forskningsråd - Teknologi og Produktion (FTP) (The Danish Council for Independent Research - Technology and Production) (Technológia és gyártás)

Észtország
- Eesti Teaduste Akadeemia (Észt Tudományos Akadémia)
- Eesti Teadusfond (ETF) (Észt Kutatási Alap)

Finnország
- Suomen Akatemia/Finlands Akademi (Academy of Finland) (Finn Tudományos Akadémia)

Franciaország
- Agence Nationale de la Recherche (ANR) (French National Research Agency) (Francia Nemzeti Kutatási Ügynökség)
- Centre National de la Recherche Scientifique (CNRS) (National Centre for Scientific Research) (Tudományos Kutatások Nemzeti Központ)

Commissariat à l’Énergie Atomique/Direction des Sciences de la Matière (CEA/DSM) (Materials Sciences Division of the Atomic Energy Commission) (Atomenergia Tudományok)
- Institut Français de Recherche pour l’Exploitation de la Mer (IFREMER) (French Research Institute for Exploitation of the Sea) (Tengerészeti Tudományok)
- Institut National de la Recherche Agronomique (INRA) (National Institute for Agronomic Research) (Földművelés Tudományok)
- Institut de recherche pour le développement (IRD) (National Institute for Development) (Nemzeti Fejlesztési Intézet)

Németország
- Deutsche Forschungsgemeinschaft (DFG) (German Research Foundation) (Német Kutatási Alap)

Helmholtz-Gemeinschaft Deutscher Forschungszentren (HGF) (Helmholtz Association of German Research Centres) (Helmholtz Társaság, Német Kutatási Központ)
- Max-Planck-Gesellschaft (MPG) (Max Planck Society) (Max-Planck Intézet)
- Union der deutschen Akademien der Wissenschaften (Union of the German Academies of Sciences and Humanities) (Német Akadémiák Egyesülete)

Görögország
- EONIKO I∆PYMA EPEYNΩN (NHRF) (National Hellenic Research Foundation) (Nemzeti Hellén Kutatási Alap)
- Ίδρυμα Τεχνολογίας και Έρευνας (FORTH) (Foundation for Research & Technology - Hellas) (Kutatás és Technológiai Alapítvány)

Magyarország
- Magyar Tudományos Akadémia (MTA)
- Országos Tudományos Kutatási Alapprogramok (OTKA)

Izland
- RANNIS (Izlandi Kutatási Központ)

Írország
- An Chomhairle um Thaighde sna Dána agus sna hEolaíochtaí Sóisialta (IRCHSS) (Irish Research Council for the Humanities and Social Sciences) (Ír Kutatási Tanács, Társadalotudományok)
- Health Research Board (HRB) (Egészségügyi kutatások)
- Irish Research Council for Science, Engineering and Technology (IRCSET) (Ír Kutatási Tanács, műszaki tudományok).
- Science Foundation Ireland (SFI) (Ír Tudományos Alap)

Olaszország
- Consiglio Nazionale delle Ricerche (CNR) (National Research Council) (Nemzeti Kutatási Tanács)
- Istituto Nazionale di Fisica Nucleare (INFN) (National Institute for Nuclear Physics) (Nemzeti Intézet, Nukleáris Fizika)

Litvánia
- Lietuvos Mokslo Taryba (LMT) (Research Council of Lithuania) (Litván Kutatási Tanács)

Luxemburg
- Fonds National de la Recherche (FNR) (National Research Fund) (Nemzeti Kutatási Alap)

Hollandia
- Nederlandse Organisatie voor Wetenschappelijk Onderzoek (NWO) (Netherlands Organisation for Scientific Research) (Holland Tudományos Kutatási Szervezet)

Norvégia
- Det Norske Videnskaps-Akademi (Norwegian Academy of Science and Letters) (Norvég Tudományos Akadémia)
- Norges Forskningsråd(Research Council of Norway) (Norvég Kutatási Tanács)

Lengyelország
- Polska Akademia Nauk (PAN) (Lengyel Tudományos Akadémia)

Portugália
- Academia das Ciências de Lisboa (Lisszaboni Tudományos Akadémia)
- Fundação para a Ciência e a Tecnologia (FCT) (Tudományos és Technológiai Alap)

Románia
- Consiliul National al Cercetarii Stiintifice din Invatamantul Superior (CNCSIS) (Nemzeti Egyetemi Kutatási Tanács)

Szlovákia
- Slovenská Akadémia Vied (SAV) (Szlovák Tudományos Akadémia)
- Agentúra na podporu výskumu a vývoja (APVV) (Szlovák Kutatási és Fejlesztési Ügynökség)

Szlovénia
- Javna agencija za raziskovalno dejavnost Republike Slovenije (ARRS) (Slovenian Research Agency) (Szlovén Kutatási Ügynökség)
- Slovenska Akademija Znanosti in Umetnosti (SAZU) (Slovenian Academy of Sciences and Arts) (Szlovén Tudományos Akadémia)
- Slovenska Znanstvena Fundacija (SZF) (Slovenian Science Foundation) (Szlovén Tudományos Alap)

Spanyolország
- Consejo Superior de Investigaciones Científicas (CSIC) (Council for Scientific Research) (Tudományos Kutatási Tanács)
- Comisión Interministerial de Ciencia y Tecnología (CICYT) (Interministerial Committee on Science and Technology) (Minisztériumok közötti Tudományos és Technológiai Testület)

Svédország
- Forskningsrådet för arbetsliv och socialvetenskap (FAS) (Swedish Council for Working Life and Social Research) (Svéd Társadalomtudományi Kutatások)
- Forskningsrådet för miljö, areella näringar och samhällsbyggande (FORMAS) (Swedish Council for Environment, Agricultural Sciences and Spatial Planning) (Környezetvédelem, Földművelés Tudományok, Térbeli Tervezés)
- Kungliga Vetenskapsakademien (Royal Swedish Academy of Sciences) (Svéd Királyi Tudományos Akakdémia)
- Kungliga Vitterhets Historie och Antikvitets Akademien (Royal Swedish Academy of Letters, History and Antiquities|Royal Academy of Letters, History and Antiquities) (Történelemtudományi Intézet)
- Riksbankens Jubileumsfond (Bank of Sweden Tercentenary Foundation) (300. évfordulós banki alapítvány)
- Vetenskapsrådet (VR) (Swedish Research Council) (Svéd Kutatási Tanács)
- Verket för innovationssystem (VINNOVA) (Swedish Agency for Innovation Systems) (Svéd Innovációs Ügynökség)

Svájc
- Akademien der Wissenschaften Schweiz/Académies suisses des sciences (Svájci Tudományos Akadémia)
- Schweizerischer Nationalfonds (SNF) (Svájci Tudományos Alap)

Törökország
- Türkiye Bilimsel ve Teknolojik Araştırma Kurumu (TÜBITAK) (Török Tudományos és Technológiai Kutatási Tanács)

Egyesült Királyság
- Arts and Humanities Research Council (AHRC) (Humán Területek Kutatási Tanácsa)
- Biotechnology and Biological Sciences Research Council (BBSRC) (Biotechnológiai és Biológiai Tudományok Kutatási Tanácsa)
- The British Academy (Brit Tudományos Akadémia)
- Economic and Social Research Council (ESRC) (Gazdasági és Társadalomtudományi Kutatási Tanács)
- Engineering and Physical Sciences Research Council (EPSRC) (Műszaki Tudományok Kutatási Tanácsa)
- Medical Research Council (MRC) (Orvosi Kutatások Tanácsa)
- Natural Environment Research Council (NERC) (Környezettudományi Kutatási Tanács)
- Science and Technology Facilities Council (STFC) (Tudomány és Technológiai Testület)